# Association nationale des moniteurs de plongée
 (août 2025).
 (août 2025).
L’association nationale des moniteurs de plongée (ANMP) est un organisme professionnel français reconnu par le Ministère des Sports. Elle est habilitée à délivrer des brevets de plongeurs répondant aux règles de sécurité applicables en France. Ces certifications ou qualifications sont également reconnues dans le monde entier.

## Conditions d'adhésion
Tous les moniteurs adhérent à l'ANMP sont des moniteurs diplômés d'État (BPJEPS, DEJEPS, DESJEPS, BEES option plongée subaquatique) ou titulaire d'un titre permettant l'exercice professionnel (contre rémunération) de l'activité en France (Art. 3 des Statuts).
En fonction du niveau et des objectifs du plongeur, le moniteur ANMP proposera progressivement de maîtriser des situations en rapport avec ses conditions d’évolution en plongée et validera successivement les compétences et les connaissances acquises.

## Les différents cursus
Différents types de formations sont proposées par l'ANMP, au travers de 4 cursus distincts :
- cursus de plongée à l'air, accessible à tous à partir de 12 ans ;
- cursus de plongée enfant[5] : le livret du plongeur junior permet à l'enfant de progresser à son rythme quel que soit son âge ;
- cursus de plongée aux mélanges[6] : l'ANMP a créé sa propre progression et propose des qualifications nitrox, nitrox confirmé, trimix (PTH40, PTH70 et PTH120) et recycleur, avec les fournitures correspondantes (guide de formation, cartes de certification, etc.).
- cursus de rando-palmée et apnée loisir : L'ANMP propose 4 qualifications. Rando-Palmée (jusqu'à -6m), Free diver 1 (jusqu'à -10m), Free diver 2 (jusqu'à -15m), Free diver 3 (au-delà de -15m). Pas de démarche compétitive mais une approche liée à la découverte du milieu.

- L'ANMP propose également 7 spécialités donnant lieu à délivrance d'une carte de qualification : Vie sous-marine (bio), plongée de nuit ou en milieu obscur, prise de vue subaquatique (photo-Vidéo), épave ou cavité immergée, vêtement sec, plongée sous glace, Sidemount[7].
- Depuis 2018, l'ANMP propose une qualification "Sécurité et prévention en milieu subaquatique" apportant au plongeur déjà formé ou en cours de formation vers un niveau de plongée, les bases indispensables pour prévenir les accidents ou agir face à un accident de plongée. Que ce soit dans le cadre de plongées en scaphandre, à l'air ou aux mélanges, en Rando-palmée ou en apnée, cette formation est d'autant plus importante pour tout pratiquant autonome

Depuis les réformes du Code du sport en 2010 et 2012, parallèlement aux brevets de niveaux 1 à 4, l'ANMP propose 6 qualifications correspondantes aux aptitudes de plongeurs encadrés à 12, 40 et 60 mètres (PE12, PE40, PE60) et aux aptitudes de plongeurs autonomes à 12, 20, et 40 mètres (PA12, PA20, PA40). Le PE20 et le PA60 sont intégrés aux brevets correspondants et font respectivement l'objet d'une délivrance de cartes Niveau1-PE20 et Niveau 3-PA60.
Ces qualifications permettent aux plongeurs d’accéder avec un moniteur à des zones d'évolution plus profondes sans suivre obligatoirement une formation à l'autonomie qui ne l'intéresserait pas ; ou de se diriger rapidement vers l'autonomie sans nécessairement être formé et accoutumé à la plongée plus profonde. Ces qualifications facilitent également la progression étape par étape et l'acquisition d'expériences entre chaque formation.
L'intégration dans le système français de plongeurs formés selon des standards étrangers s'en trouve facilitée puisque basée sur les compétences maitrisées.

## Les niveaux de plongeur
L'ANMP propose une qualification "Découverte" qui se déroule par petit fond, 6 mètres maximum en cours de formation, en piscine ou milieu naturel protégé. Cette première initiation permet une sensibilisation au milieu marin et une entrée dans l’activité avec une approche très progressive. Il n’y a ici pas de cursus figé, pas d’apprentissage systématique, ni prérogative particulière attachée à cette qualification. Au sens du Code du sport (annexe III-16 a), le plongeur adulte ou enfant est qualifié de « Débutant » et obtient sur décision du directeur de plongée la possibilité d’une évolution en exploration en palanquée  jusqu’à 4 plongeurs dans la zone 0-6 mètres.
Il existe ensuite 4 niveaux de plongeur,(Brevets de niveaux 1 à 3 et "Guide de palanquée-plongeur 4*") et 6 qualifications de plongeurs encadrés ou plongeurs autonomes, chacune offrant des prérogatives spécifiques : profondeur d’évolution, accès à l’autonomie…

## Liens avec d'autres organismes
- L'ANMP est un syndicat adhérent à l'APSO (association des professionnels des sports outdoor).
- L'École de Plongée Française est une marque déposée par l'ANMP.